# Pablo Agustín González Ferrón
Pablo Agustín González Ferrón (Rivera, 3 luglio 1995) è un calciatore uruguaiano, centrocampista svincolato.

## Caratteristiche tecniche
È un mediano.

## Carriera

### Club
Cresciuto nel settore giovanile del River Plate (M), ha esordito in prima squadra il 6 febbraio 2016 in occasione del match di campionato pareggiato 1-1 contro il Fénix.